# Rote Funken Harsewinkel
Die „KG Rote Funken Harsewinkel e.V. von 1975 Spökenkieker“ ist ein Karnevalsverein im ostwestfälischen Harsewinkel in Nordrhein-Westfalen. Bislang konnten 1 Vize-Europameistertitel, 34 Deutsche Meister und 33 Deutsche Vizemeistertitel, die Altersklassen Jugend und Junioren eingeschlossen, erreicht werden. Der Verein wurde in der Session 2009/10 und damit zum sechsten Mal in Folge von Bundeskanzlerin Angela Merkel als erfolgreichster deutscher Karnevalsverein ausgezeichnet.

## Meistertitel der Tanzsportgarde
Die folgenden Titel konnte die Tanzsportgarde mit ihren Tänzerinnen und Tänzern bereits erlangen:
- Tanzmariechen
  - Deutsche Meisterin 2006
  - Deutsche Vizemeisterin 2010[3]

- Gardetanz
  - 3. Platz 1994[4]
  - Deutscher Meister 1996[5]
  - Deutscher Meister 1997[6]
  - 3. Platz 1998[7]
  - 3. Platz 2002[8]
  - Deutscher Meister 2003[9]
  - 3. Platz 2004[10]

- Schautanz
  - Deutscher Vizemeister 2008[11]
  - Deutscher Vizemeister 2009[12]

Hinzu kommen einige Titel im Jugend- und Junioren-Bereich; insbesondere erreichte die Jugend-Tanzgarde ab 2006 bereits neunmal in Folge den deutschen Meistertitel.